# Marianne Leone
Marianne Leone (Boston, 2 gennaio 1952) è un'attrice statunitense di cinema e televisione, meglio nota per il ruolo di Joanne, la madre di Christopher Moltisanti, ne I Soprano.

## Vita privata
È sposata dal 1983 con l'attore Chris Cooper, conosciuto quattro anni prima a un corso di recitazione a New York. Nel 1987 ha avuto con lui un figlio, Jesse Lanier Cooper, nato prematuro di tre mesi. Tre giorni dopo il parto, Jesse è stato colpito da un'emorragia cerebrale, rimanendo affetto da paralisi cerebrale infantile. All'età di 17 anni, è morto di morte improvvisa e inattesa per ragioni legate all'epilessia. Leone ha scritto un libro per Simon & Schuster sul suo rapporto col figlio, Knowing Jesse: A Mother's Story of Grief, Grace, and Everyday Bliss.

## Filmografia

### Cinema
- La sottile linea blu (The Thin Blue Line), regia di Errol Morris (1988)
- True Love, regia di Nancy Savoca (1989)
- Quei bravi ragazzi (Goodfellas), regia di Martin Scorsese (1990)
- La città della speranza (City of Hope), regia di John Sayles (1991)
- L'ombra del testimone (Mortal Thoughts), regia di Alan Rudolph (1991)
- Verso il paradiso (Household Saints), regia di Nancy Savoca (1993)
- 24 ore donna (The 24 Hour Woman), regia di Nancy Savoca (1999)
- Du poil sous les roses, regia di Agnès Obadia e Jean-Julien Chervier (2000)
- L'amore non è un crimine (Loosies), regia di Michael Corrente (2011)
- I tre marmittoni (The Three Stooges), regia di Peter e Bobby Farrelly (2012)
- Joy, regia di David O. Russell (2015)
- Nuts, episodio di With/In, regia di Chris Cooper (2021)

### Televisione
- Kate e Allie (Kate & Allie) – serie TV, episodio 2x21 (1985)
- I Soprano (The Sopranos) – serie TV, 9 episodi (2002-2007)
- Brotherhood - Legami di sangue (Brotherhood) – serie TV, episodio 2x03 (2007)
- Come distruggere il tuo capo (Clear History), regia di Greg Mottola – film TV (2013)